# Oregon
|  | Per a altres significats, vegeu «Oregon (desambiguació)». |

Oregon és un estat dels Estats Units d'Amèrica, situat al nord-oest, a la costa de l'oceà Pacífic. Limita amb els estats de Washington al nord (separant-los el riu Colúmbia), Idaho a l'est, Nevada al sud-est i Califòrnia al sud. Els rius Columbia i Snake formen la major part de la frontera nord i est de l'estat.
L'Oregon té un dels paisatges més diversos dels Estats Units. És conegut pels seus boscos densos, que cobreixen un terç de la zona nord i gairebé la meitat de la zona sud. Alhora, també és cèlebre per la seva costa natural i els seus volcans amb glaceres de la serralada Cascades. La zona oriental, per contra, presenta boscos cada cop menys densos, que deixen pas a grans planures i deserts. El mont Hood és el punt més alt de l'estat amb 3.429 m. El Parc Nacional del Llac del Cràter (Parc nacional Crater Lake) és l'únic parc nacional a Oregon.
La zona va ser habitada per moltes tribus indígenes abans de l'arribada dels comerciants, exploradors i colons que van formar el govern autònom d'Oregon Country el 1843. El Territori d'Oregon va ser creat el 1848 i es va convertir en l'estat d'Oregon el 14 de febrer de 1859.

## Toponímia
Si bé l'origen del topònim no està ben definit, hi ha tres versions acceptades: la primera és que es va originar a partir del nom que van donar els espanyols a algunes tribus del territori. Una altra versió afirma que prové del nom espanyol orenga, la qual creix de manera salvatge al sud de la regió. L'última versió diu que deriva de la paraula ouragan (‘huracà’ en francès).

## Història

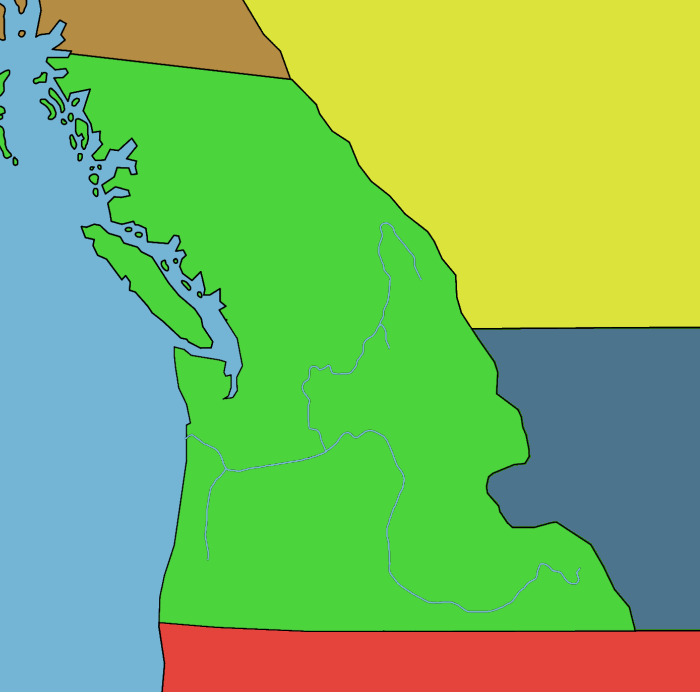
Territori d'Oregon fins al 1846.

Reclamat per l'estat espanyol des de la butla papal Inter Caetera de 1493 que va dividir el món i reconegué per a l'estat espanyol drets exclusius a establir-se a la costa del Pacífic d'Amèrica del Nord, la regió era poblada pels britànics des de les Convencions de Nutka de finals del segle xviii, i ocupat conjuntament tant per Gran Bretanya com pels Estats Units des del Tractat de 1818, que resolia les reclamacions nord-americanes i britàniques competents al País d'Oregon. El 21 de febrer de 1819 Espanya es veu obligada a cedir Oregon als Estats Units pel Tractat d'Adams-Onís. Els assentaments espanyols a la zona havien estat escassos, petits i majoritàriament temporals.
Fins al 1846 l'enorme Territori d'Oregon, que s'estenia des de Califòrnia, llavors mexicana, fins a l'Alaska russa, es trobava sota un règim especial pel qual els Estats Units i el Regne Unit exercien un domini comú sobre aquestes terres. Pel Tractat d'Oregon es va fixar la frontera en els 49° N, deixant la zona des d'aquesta latitud fins als 54° 40′ N pels britànics i la zona fins als 42º pels nord-americans. Aquests límits es basaven en gran manera en les convencions de Nutka, que havia fixat la frontera entre els territoris anglesos i espanyols.
El 1853 la part nord-americana del Territori d'Oregon va ser dividida en dues, prenent com a frontera el riu Columbia: la part sud seguiria anomenant-se Oregon, mentre que el nord passaria a ser el Territori de Washington.
El 1859 el Territori d'Oregon va ser novament retallat, fins a tenir les fronteres actuals. Part del seu territori va passar a formar part del Territori de Washington i Oregon es va convertir en estat dels Estats Units.

## Geografia

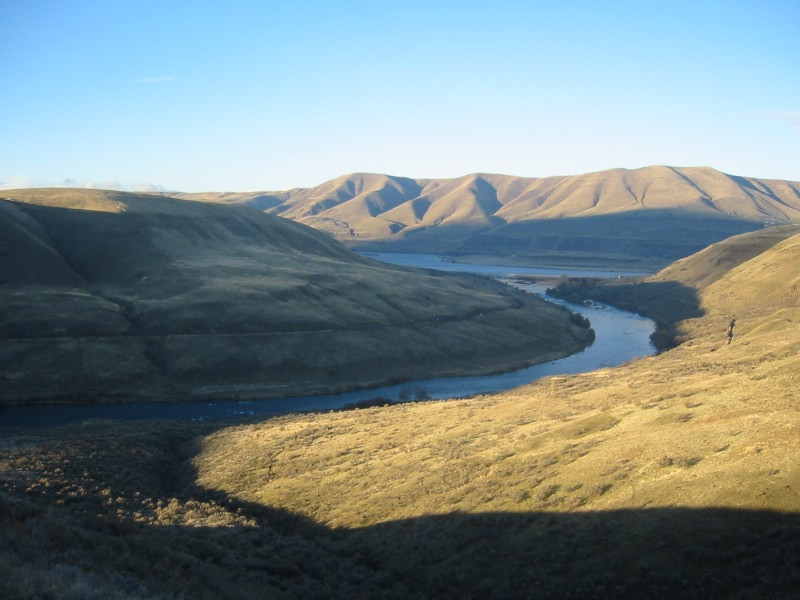
Riu Deschutes

Oregon es troba al nord-oest dels Estats Units. El seu territori ocupa una superfície de 254.805 km², que per a efectes comparatius correspon a la meitat de la d'Espanya. Els seus principals rius són el riu Snake i el riu Columbia. Al nord d'Oregon està l'estat de Washington, a l'est l'estat d'Idaho, al sud el de Califòrnia i al sud-est està l'estat de Nevada. A l'oest Oregon limita amb l'oceà Pacífic. Una formació muntanyosa anomenada Cascade Range (serralada de les Cascades) està situada en l'Oest d'Oregon, i conforma una part de les muntanyes Rocoses. L'estat d'Oregon es coneix per la seva coberta vegetal, ja que les parts de l'oest de les Cascades són molt boscoses, especialment la de la vall del riu Willamette, on hi ha la ciutat de Portland. Una gran part de l'estat, la dels rius, és molt àrida i polsosa, té la seva bellesa, però no la verdor de l'oest.

## Població
Segons el cens dels Estats Units del 2000, la població de l'estat era de 3,5 milions de persones, el que suposa un increment del 20,3% sobre l'anterior cens, de 1990, amb la composició racial:
- 79,9% blancs (europeus o descendents d'europeus).
- 11,0% llatinoamericans.
- 3,4% asiàtics.
- 1,7% afroamericans.
- 1,7% amerindis o nadius d'Alaska.
- La resta el conformen persones d'altres ètnies.

Segons aquestes mateixes dades, a l'estat hi havia censats 89.616 amerindis nord-americans (2,7%). Les principals tribus eren els cherokees (14.767), ètnia sioux (3.431), klamaths (2.890), warm springs (2.752), choctaw (2.747), anishinaabemowin (2.646), blackfoot (2.427), siletz (2.063), kalapuya (2.051), apatxe (1.453), umatilla (1.356), navaho (1.128), iroquesos (1.014), yakama (865), karok (851), nez percés (669), paiute (643), modoc (603), yurok (558), chinook (372), shasta (225), walla walla (165) i cayuses (79).

## Economia
- Indústria: l'estat d'Oregon té una gran indústria de la fusta, produeix productes a base de fusta i paper, posseeix indústries maquiladores i alimentàries, té molt turisme i una gran producció de productes tecnològics.
- Agricultura: cria de bestiar boví per a carn i llet, verdures, productes d'hivernacles, fruites i nous, blat, etc.
- Minerals i recursos: recursos forestals, aigua, pedra calcària, sorra per a obres de construcció i ciment.

## Fets oficials
- Oregon té una història llarga de moviments de re-independència dels Estats Units.
- L'arbre oficial de l'estat és l'avet Douglas (Pseudotsuga menziesii).
- L'animal oficial és el castor (Castor canadensis).
- La flor oficial és el raïm d'Oregon (Mahonia aquifolium).
- El fruit sec oficial és l'avellana (Corylus avellana). Oregon produeix més del 99% de les avellanes dels Estats Units, i és l'únic estat que té un fruita seca oficial.
- Oregon té el llac més profund dels Estats Units, el llac del Cràter (Crater Lake). La seva profunditat màxima és de 608,4 metres.
- Les ciutats més conegudes i més grans a Oregon són Portland, Eugene i Salem.
- Pel que fa als dies de la independència, el lema d'Oregon és Alis volat propriis / She Flies with her own wings ("Vola amb les seves pròpies ales").
- A Ashland, una ciutat del sud d'Oregon, hi ha un festival de Shakespeare. Anualment presenten obres de Shakespeare i també representen moltes altres obres. És el primer Festival de Shakespeare dels Estats Units.